# Liste portugiesischer Filmschauspieler
Diese Liste führt portugiesische Schauspieler auf (alphabetisch, nach Nachnamen). Sie erhebt dabei keinen Anspruch auf Vollständigkeit.

## A

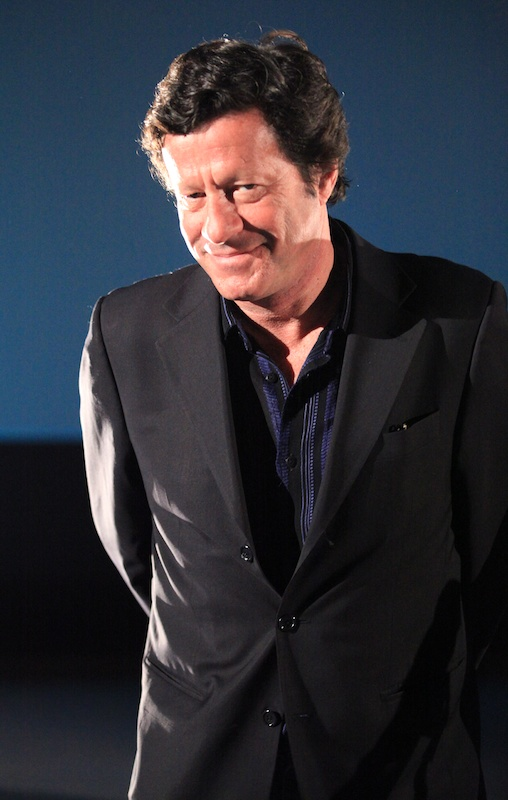
Joaquim de Almeida

- Ricardo Aibéo
- Tony D’Algy
- Joaquim de Almeida
- Filipa Areosa
- João Arrais

## B
- Kelly Bailey
- Alba Baptista
- Leonor Baldaque
- Sandra Barata Belo
- Maria Barroso
- Maria João Bastos
- Beatriz Batarda
- Rita Blanco
- Nicolau Breyner
- Suzana Borges
- Ana Bustorff

## C

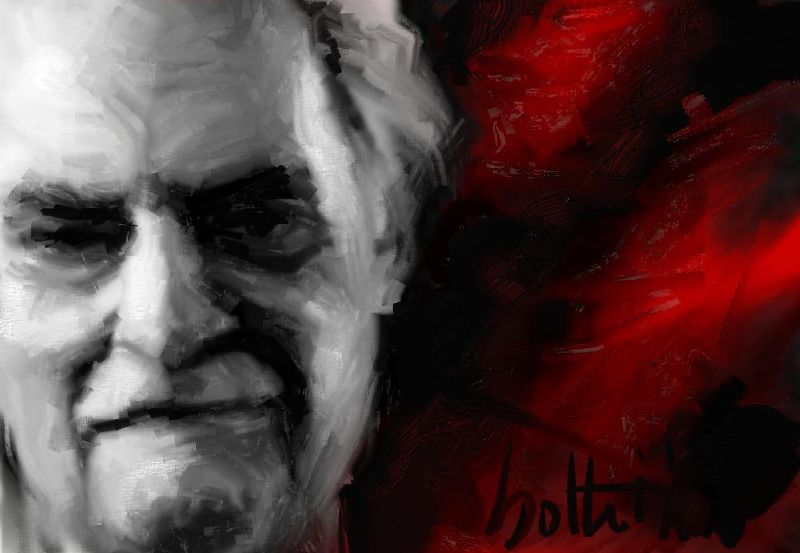
Ruy de Carvalho

- Maria Cabral
- Ivo Canelas
- Henrique Canto e Castro
- António Capelo
- Mário Cardoso
- Dalila Carmo
- Adriano Carvalho
- Carlos de Carvalho
- Lia Carvalho
- Ruy de Carvalho
- Mirita Casimiro
- Virgílio Castelo
- Isabel de Castro
- Carla Chambel
- Soraia Chaves
- Luís Miguel Cintra
- Margarida Corceiro
- Beatriz Costa
- Carloto Cotta
- Manuela Couto
- Marisa Cruz

## D
- Marco D’Almeida
- Diogo Dória
- Arthur Duarte
- Zita Duarte
- Rita Durão

## E
- Pedro Efe
- Maria Eugénia

## F
- Rosa Lobato Faria
- Fernando Ferrão
- Ivo Ferreira
- José Fidalgo
- Paulo Filipe
- Manuela de Freitas
- Catarina Furtado
- Ruy Furtado

## G

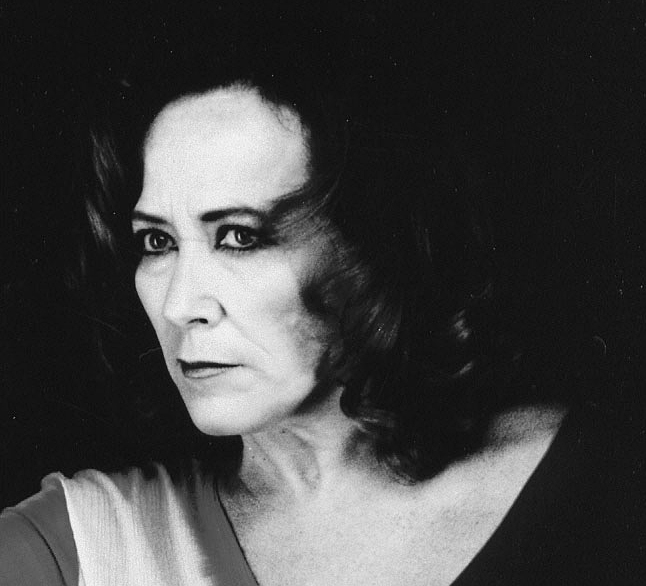
Maria do Céu Guerra

- Lia Gama (* 1944)
- João Guedes
- Maria do Céu Guerra
- Victória Guerra
- Miguel Guilherme

## H
- Cristina Hauser
- Pedro Hestnes
- Cris Huerta

## I
- Diogo Infante

## J
- Albano Jerónimo
- Adelaide João
- Herman José

## L
- João Lagarto
- Óscar de Lemos
- Alexandra Lencastre
- Nuno Lopes
- Fernando Luís
- Maria João Luís
- Adriano Luz

## M

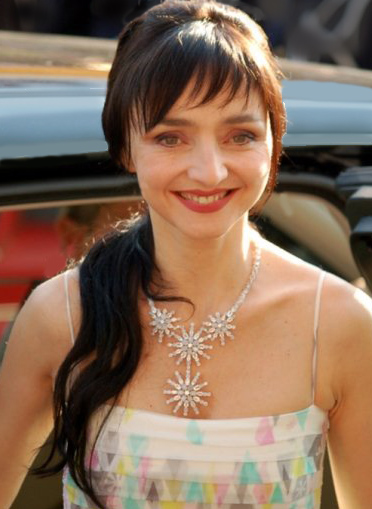
Maria de Medeiros

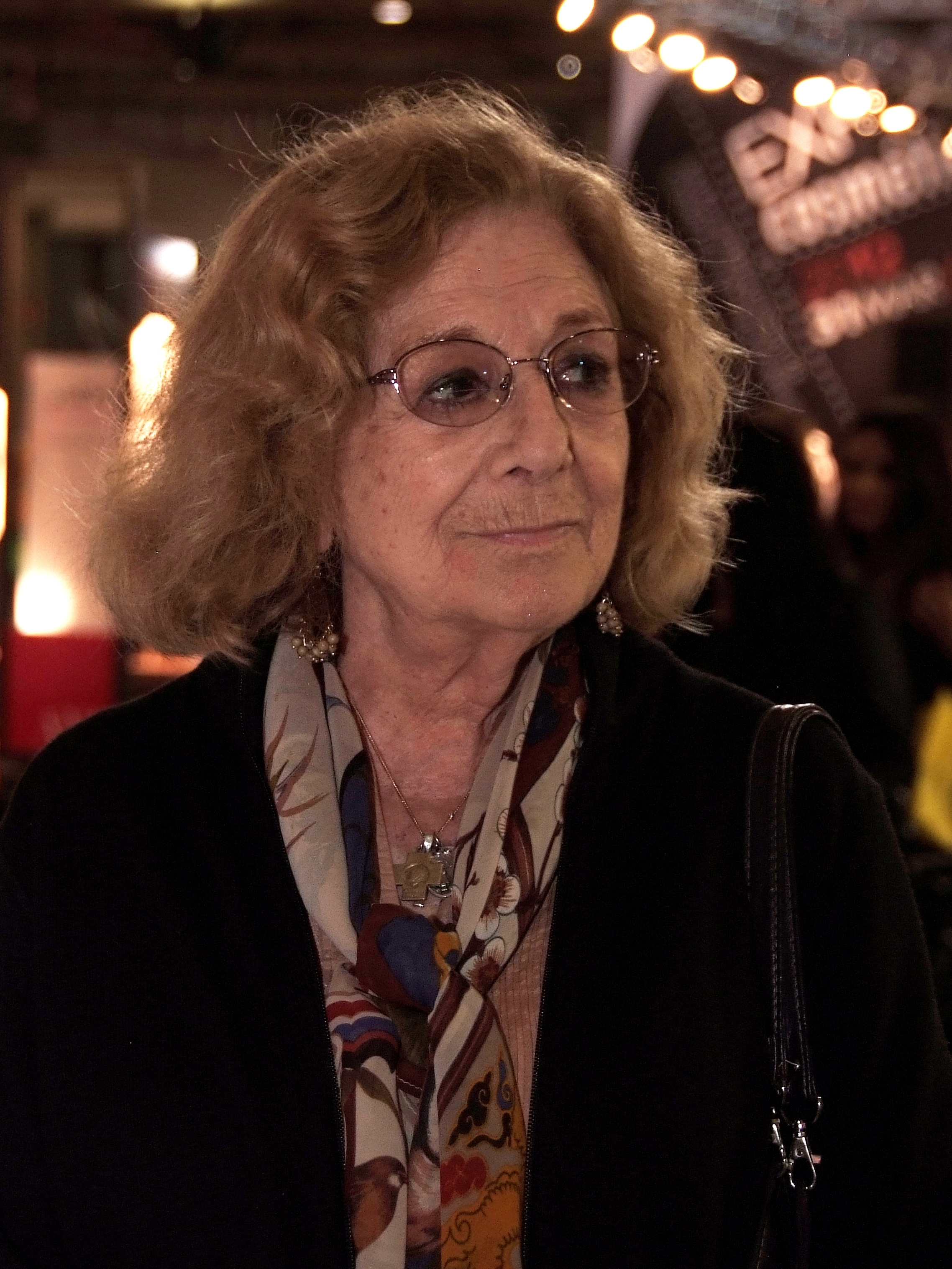
Eunice Muñoz (2012)

- Carlos Macedo
- Teresa Madruga
- Leonor Maia
- Margarida Marinho
- Maria Matos
- Inês de Medeiros
- Maria de Medeiros
- Daniela Melchior
- Nuno Melo
- João Costa Menezes
- Milú
- Soledad Miranda
- João César Monteiro
- Lúcia Moniz
- Edgar Morais
- Rafael Morais
- Ana Moreira
- Anabela Moreira
- Diogo Morgado
- Rui Morisson
- Eunice Muñoz

## N
- Vítor Norte

## O
- Maria Olguim
- Ana Cristina de Oliveira
- Simone de Oliveira
- Lourenço Ortigão

## P
- Paulo Pires
- Inês Pires Tavares
- Evelina Pereira
- João Perry
- Sara Prata

## R
- Pêpê Rapazote
- José Raposo
- Catarina Rebelo
- Matilde Reymão
- João Reis
- Ribeirinho
- Alberto Ribeiro
- Luís Filipe Rocha
- Amália Rodrigues
- Isabel Ruth

## S

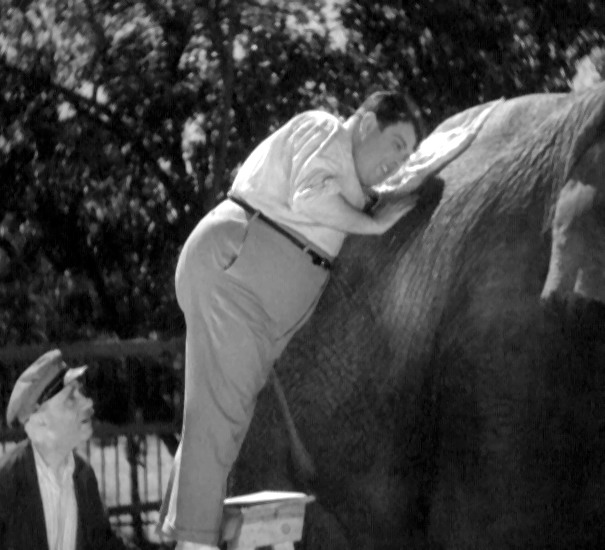
Vasco Santana

- Manuel Sá Pessoa
- João Salaviza
- Rogério Samora
- Vasco Santana
- Leonor Seixas
- António Silva
- Hermínia Silva
- Ivone Silva
- Leonor Silveira
- Bruno Simões
- Raul Solnado
- Laura Soveral

## T
- Patrícia Tavares
- Teresa Tavares
- Anabela Teixeira
- Virgílio Teixeira
- Dina Teresa
- Ângelo Torres
- Ricardo Trêpa

## U
- Rui Unas

## V
- Pedro Varela
- Vitalina Varela
- Joana de Verona
- Henrique Viana
- Mário Viegas
- Margarida Vila-Nova
- António Vilar
- João Villaret
- João Villas-Boas

## W
- Catarina Wallenstein
- José Wallenstein

## Z
- Kati Zambito
- Ana Zanatti